# جون كوران (صحفي)
جون كوران (بالإنجليزية: John Curran)‏ هو صحفي أمريكي، ولد في 21 نوفمبر 1953، وتوفي في 5 يوليو 2013.